# Eruguera negrosa
L'eruguera negrosa (Edolisoma coerulescens) és una espècie d'ocell de la família dels campefàgids (Campephagidae).

## Hàbitat i distribució
Habita els boscos de les illes de Luzon, Catanduanes i Marinduque, a les Filipines septentrionals. Antany també a Cebú.